# Anarkistisk Catalonien
Anarkistisk Catalonien var betegnelsen for det område, der under den spanske borgerkrig i perioden fra den 21. juli 1936 til den 10. februar 1939 var selvudråbt som værende statsløst og som værende et social anarkistisk og anarko-syndikalistisk samfund. Anarkistisk Catalonien var beliggende indenfor det område, der i dag udgør det moderne Catalonien.

## Anarkisterne indgår i regeringen
I 1936 besluttede de største anarkistiske bevægelser og fagforeninger CNT-FAI, efter flere afslag, at samarbejde med den spanske regering ledet af Francisco Largo Caballero. Den 6. november blev Juan García Oliver justitsminister, Joan Peiró minister for industri, og Federica Montseny blev sundhedsminister.
Under den spanske borgerkrig, kritiserede nogle anarkister uden for Spanien CNT-FAI lederskab for at indgå i regeringen, og gå på kompromis med de kommunistiske partier. Under den spanske borgerkrig gik den anarkistiske bevægelse i Spanien på kompromis med sine grundlæggende principper.

## Den spanske revolution
Anarkisme var ildeset af regeringen i Den Spanske Republik, der så anarkisterne som en trussel, og for at være iloyale over for både Republikken og krigen. Sammenstød var særligt onde mellem Sovjetisk støttede kommunister og anarkister, da bevægelserne ofte befandt sig helt i modstrid med hinanden. Store dele af Spanien's økonomi blev sat under arbejderkontrol; i anarkistiske højborge som Catalonien, var tallet så højt som 75%. Fabrikker blev styret via arbejderdemokrati; områder blev kollektiviserede og styret som frie kommuner. Selv steder som hoteller, barbersaloner, og restauranter var kollektivt ledet og blev styret af de ansatte. Nogle steder var penge fjernet helt, og andre steder var penge erstattet med værdikuponer.
De nye anarkistiske samfund arbejdede efter socialistiske anarkistiske principper; beslutninger blev truffet gennem direkte demokratiske råd for almindelige borgere, uden nogen form for bureaukrati. Ud over den økonomiske revolution, var der også en social revolution. Nogle normale spanske traditioner blev anset som "undertrykkende" og afskaffet. For eksempel blev ideen om "fri kærlighed" populær, og det var i orden at være homoseksuel og biseksuel.
De løbende konfrontationer mellem kommunisterne og anarkisterne medførte i slutningen af 1930'erne, at anarkisterne tabte terræn. Et større slag i 1937 i Barcelona mellem en kommunistisk ledet politistyrke og anarksiterne ledte til mindst 500 dræbte, hvilket demonraliserede den anarkistiske bevægelse. Regeringsstyrker trængte herefter ind i byen og afvæbnede anarkisterne.